# Северное сельское муниципальное образование
Северное сельское муниципальное образование — сельское поселение в Лаганском районе Калмыкии.
Административный центр и единственный населённый пункт — село Северное.

## География
Общая площадь в административных границах Северного сельского муниципального образования на 01.10.2010 г составляет 105461 га, из них земли сельхозназначения — 101036 га, земли населенных пунктов — 140 га, земли промышленности, энергетики, транспорта — 1 га, особо охраняемые территории — 6 га, лесного фонда — 3041 га, земли водного фонда — 0 га, земли запаса — 1237 га.
СМО граничит на севере и западе с Лаганским городским муниципальным образованием, на востоке омывается Каспийским морем, на юге граничит с республикой Дагестан.

## Население
| 2002 | 2010  | 2011  | 2012 | 2013 | 2014 | 2015 |
| ---- | ----- | ----- | ---- | ---- | ---- | ---- |
| 983  | ↗1007 | →1007 | ↘993 | ↘981 | ↗986 | ↘962 |
| 2016 | 2017  | 2018  | 2019 | 2020 | 2021 |      |
| ↘947 | ↘928  | ↘897  | ↘893 | ↘891 | ↘838 |      |

### Национальный состав
По данным Всероссийской переписи населения 2010 года:
| Национальность | Численность (чел.) | Процентное соотношение |
| -------------- | ------------------ | ---------------------- |
| Калмыки        | 636                | 63,16%                 |
| Русские        | 167                | 16,58%                 |
| Татары         | 106                | 10,53%                 |
| Казахи         | 67                 | 6,65%                  |
| Другие         | 31                 | 3,08%                  |
| Всего          | 1 007              | 100,00%                |

## Состав сельского поселения
| № | Населённый пункт | Тип населённого пункта | Население |
| - | ---------------- | ---------------------- | --------- |
| 1 | Северное         | село                   | ↘838      |

## Предприятия и учреждения
На территории Северного СМО функционируют ФАП, сельская библиотека, общеобразовательная школа, детский сад, сельский дом культуры, ООО «Красный моряк», предприятия торговли (4 индивидуальных предпринимателя), 13 КФХ